# Petre Bălăceanu
Petre Bălăceanu (n. 14 noiembrie 1906 – d. 20 decembrie 1975) a fost un diplomat român, guvernator al Băncii Naționale a României în perioada 23 mai 1953 - 4 februarie 1956 și 27 martie - 4 noiembrie 1957. 
Și-a început cariera diplomatică fiind numit însărcinat cu afaceri la ambasada României din Buenos Aires.
A fost ministru plenipotențiar în Marea Britanie (4 noiemrie 1957-14 octombrie 1961) și Islanda (3 dec 1957-14 0ct 1961.
Ulterior a îndeplinit (până în 1967) funcția de șef al legației și de la 1 iunie 1964, ambasador în Statele Unite ale Americii..
Din octombrie 1969 a fost numit ambasador în Tunisia până la 1 decembrie 1971.

## Distincții
- Ordinul „23 August” clasa a III-a (10 august 1964) „pentru merite deosebite în opera de construire a socialismului, cu prilejul celei de a XX-a aniversări a eliberării patriei”[4]
- Ordinul „23 August” clasa a II-a (4 mai 1971) „cu prilejul aniversării a 50 de ani de la constituirea Partidului Comunist Român, [...] pentru activitate îndelungată în mișcarea muncitorească și merite deosebite în opera de construire a socialismului”[5]